# Uru Uru
Uru Uru – słonawe i płytkie jezioro w zachodniej Boliwii, w Andach Środkowych, na płaskowyżu Altiplano, administracyjnie w departamencie Oruro, o zmiennej powierzchni w zależności od warunków klimatycznych – średnio ok. 260 km², zasilane przez rzekę Desaguadero, wypływającą z jeziora Titicaca, leżącego na północny zachód od Uru Uru.

## Fauna
Wraz z jeziorem Poopó, leżącym na południe, tworzy obszar o powierzchni 967 607 ha wpisany 11 lipca 2002 na listę konwencji ramsarskiej jako strategiczne miejsce dla ochrony ptactwa wodnego, brzegowego i wędrownego, którego kolonie pojawiają się licznie nad jeziorem w okresie wyższego poziomu wody (głównie styczeń–marzec, w latach wilgotnych dłużej). 
Spośród sześciu gatunków flamingów żyjących na świecie, trzy odnotowano na podmokłym obszarze Uru Uru i Poopó. Są to: flaming chilijski (Phoenicopterus chilensis), flaming andyjski (Phoenicoparrus andinus) oraz flaming krótkodzioby (Phoenicoparrus jamesi). Flaming andyjski według IUCN jest gatunkiem narażonym na wyginięcie, dwa pozostałe posiadają status gatunków bliskich zagrożeniu. Wody Uru Uru mają gromadzić nawet 10% światowej populacji flaminga andyjskiego. Stwierdzono także obecność nandu plamistego (Rhea pennata), kondora wielkiego (Vultur gryphus) oraz łyski rogatej (Fulica cornuta). Zaobserwowano perkoza krótkoskrzydłego (Rollandia microptera), gatunek endemiczny zlewni Titicaca.

## Klimat
Klimat suchy i zimny, ze średnimi rocznymi temperaturami poniżej 10 °C. Średnie roczne opady wynoszą 364 mm (zarejestrowane w najbliższej stacji meteorologicznej w Oruro). Duże amplitudy temperatur między dniem a nocą. 

## Osadnictwo
Tereny nadbrzeżne zamieszkuje grupa etniczna Uru, uważana za jedną z najstarszych na kontynencie południowoamerykańskim – zamieszkująca kontynent od ok. 2000–1500 p.n.e. Uru utrzymują się z rybactwa, polowania na ptactwo wodne, w mniejszym stopniu z hodowli lam i uprawy komosy ryżowej oraz innych roślin uprawnych. W ostatnich kilku dekadach obserwuje się spadek liczby Indian Uru zamieszkujących obszary wokół Uru Uru, co ma związek m.in. ze znacznym zasoleniem i zanieczyszczeniem tych terenów, presją demograficzną ze strony Ajmarów oraz migracją do miasta Oruro.